# Château de Dampierre (Calvados)
Pour les articles homonymes, voir Château de Dampierre (homonymie).
Le château de Dampierre est une demeure des XVIIe – XIXe siècles, qui se dresse sur le territoire de l'ancienne commune française de Dampierre, dans le département du Calvados, en région Normandie.
Le château fait l'objet d'une protection totale aux monuments historiques.

## Localisation
Le château est situé à 500 mètres au sud-est du bourg de Dampierre, au sein de la commune nouvelle de Val de Drôme, dans le département français du Calvados.

## Historique
Au XIVe siècle, Hébert Thésard, descendant de Raoul Theu-Zart compagnon de Rollon, épouse Perette de Dampierre, dernière héritière du fief éponyme. Leur arrière petite-fille, Marie, au début du XVIe siècle épouse en secondes noces Jean II de Longaunay, seigneur de Damigny, près de Bayeux. Hervé IV de Longaunay, leur fils, établit à Dampierre, est l'un des proches du maréchal de Matignon. Lors des guerres de Religion, après avoir renoncé au protestantisme, Hervé rejoint le parti catholique. Cependant, fidèle à la couronne, il prend le parti, dès son accession au trône, d'Henri IV. Hervé, alors qu'il est lieutenant général du roi, meurt en 1590 à la bataille d'Ivry. C'est Hervé qui rebâti le château en remplacement probablement d'une construction médiévale, dont les douves et les bases des tours auraient été conservé.
Jean de Longaunay, son fils, intendant militaire de Saint-Lô a rejoint la Ligue. Dans la seconde moitié du XVIIe siècle le fief sera érigé en marquisat.
Lors de la Révolution, le logis principal est détruit ainsi que les communs situés au sud et au nord de la cour.
Le château est au XIXe siècle la possession du marquis de Briges, d'une ancienne famille de Lozère, qui possède en Basse-Normandie de nombreuses propriétés. En 1891, à la mort de sa femme et dernière héritière, Marie-Barbe de Briges-Longaunay, le domaine échoit à François Doynel de Sausserie, son neveu, qui de 1924 à 1927, le démembrera.

## Description
Le château, qui remplace vraisemblablement un édifice du Moyen Âge dont il aurait conservé les douves et les bases de tours, a été rebâti par Hervé IV de Longaunay, et profondément remanié au XIXe siècle. Le massif d'entrée, situé au milieu de la façade est, a été remplacé dans la première moitié du XIXe siècle par le pavillon actuel, ainsi que le pont de pierre venu en 1810 en remplacement du pont-levis.
Au sud, un nouveau logis est bâti avec un pont daté de 1850 et l'on perce dans les tours de nouvelles fenêtres.

### Les tours
La façade est flanquée de deux tours, en calcaire et briques, remaniées par Hervé de Longaunay lors de la réédification du château, tout en préservant les bases et le glacis du Moyen Âge. Les parties hautes conservent la trace de ses modifications. Flanquées de contreforts, elles sont couvertes en dôme ou en casque, surmontées d'échauguettes. Entre ces dernières, une lucarne en brique éclaire une salle aménagée en partie haute.

### Le colombier

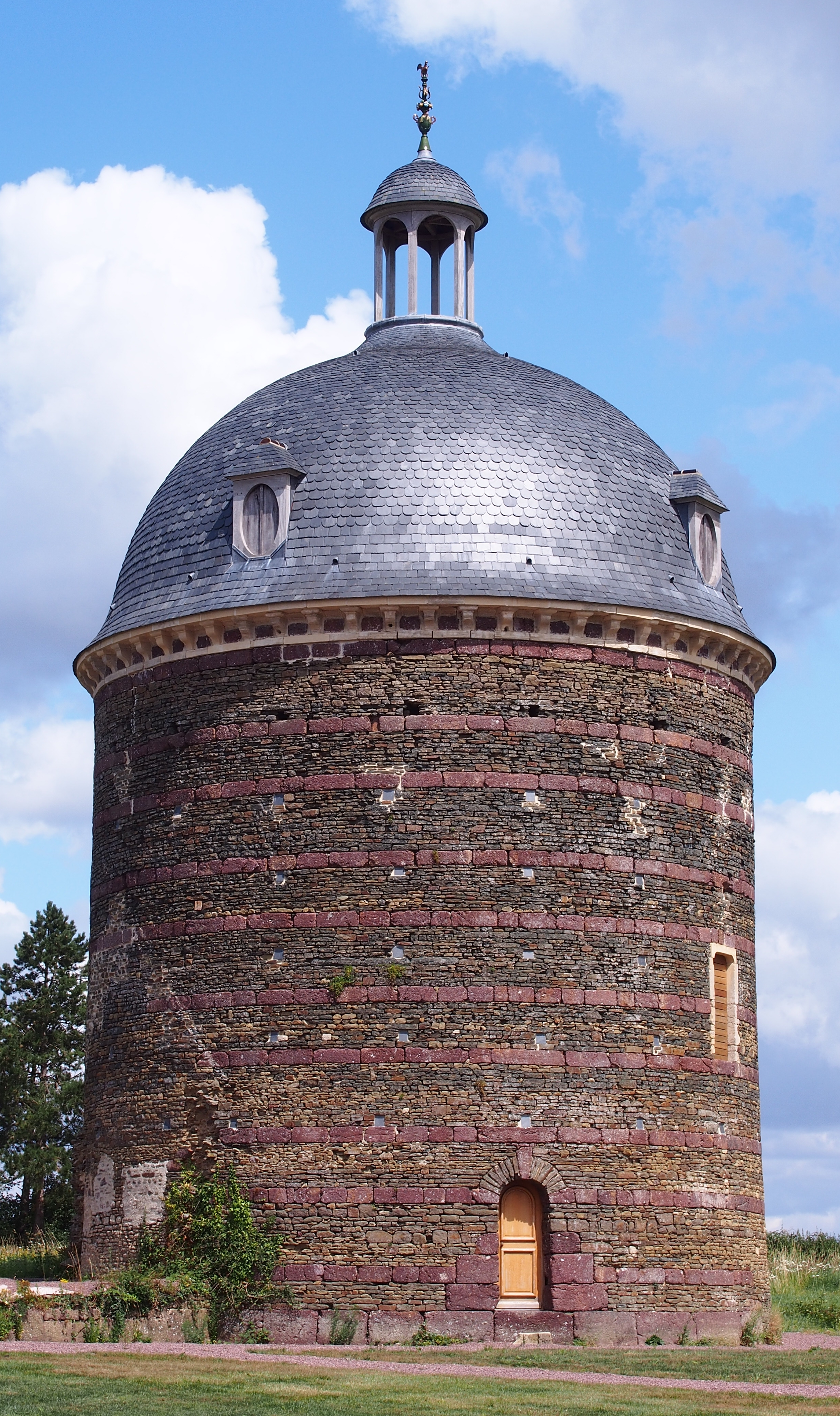
Le colombier avec sa toiture restituée.

Situé près de la cour d'honneur, le colombier du XVIIe siècle était à l'origine relié aux bâtiments de la porterie. Sa toiture, construite en dôme et surmontée d'un lanternon, sur une charpente rayonnante sur pilier central, s'est effondrée après la Seconde Guerre mondiale, et a été restituée.

### La porterie

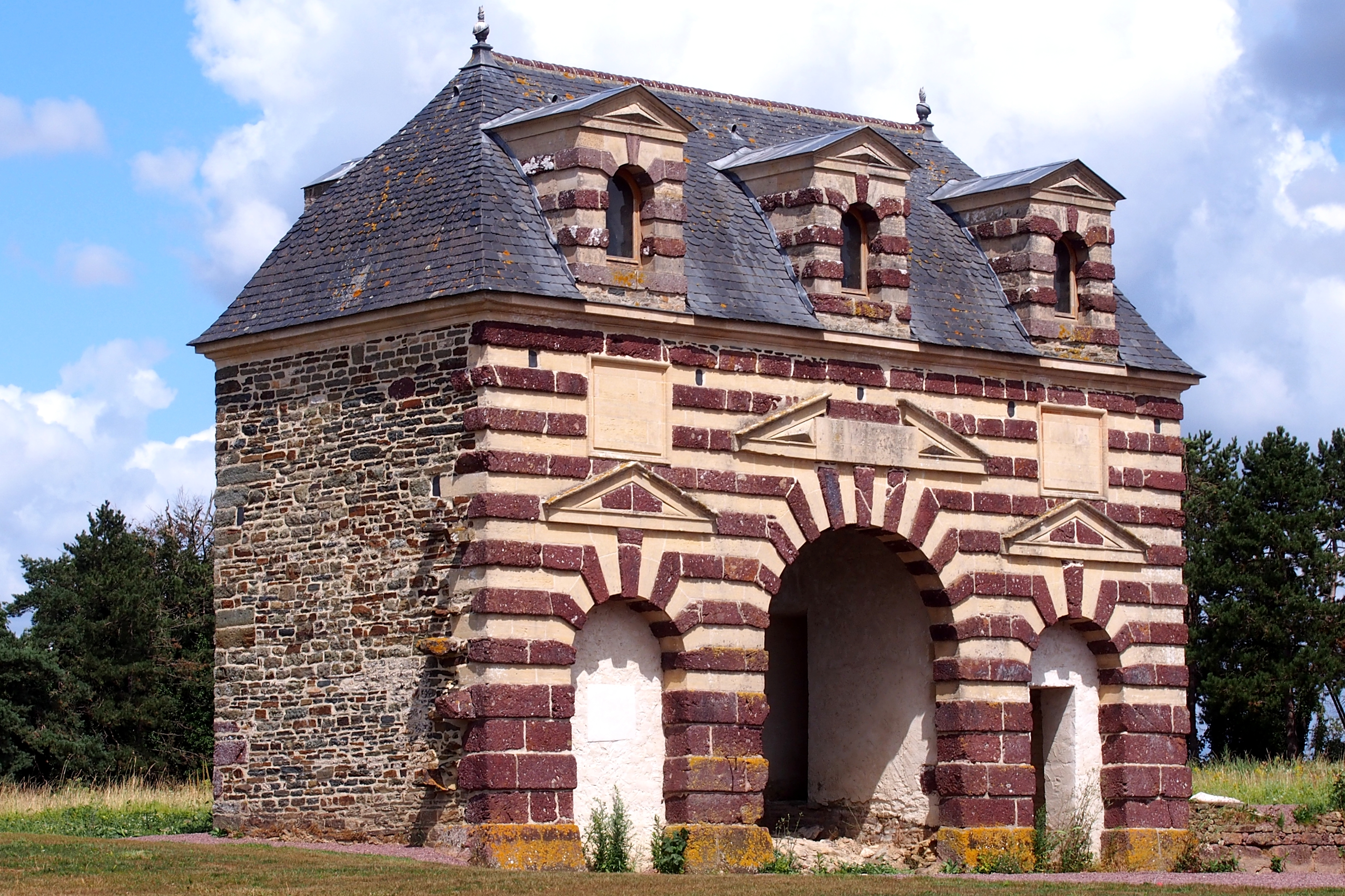
La porterie.

La porterie (XVIIe siècle) a été construite à la demande d'Hervé IV de Longaunay par l'architecte Gabriel, architecte du maréchal de Matignon, dont Hervé est un proche. Elle donnait accès à la cour d'honneur, également nommée « cour des canons ». Percée  d'une porte charretière et de deux portes piétonnes, elle était à l'origine encadrée de deux ailes.
Son appareil alterne la pierre rouge de Troisgots et du calcaire de Caen, et rappelle une disposition adoptée par Gabriel lors de la construction du château de Torigni-sur-Vire, pour Jacques de Matignon et de celui de Canisy pour Hervé de Carbonnel (1558-1625), gendre de Matignon.

## Protection aux monuments historiques
Au titre des monuments historiques : 
- le château et ses dépendances ainsi que les accès sont inscrits par arrêté du 14 décembre 1928 ;
- la porterie et colombier sont classés par arrêté du 26 septembre 2000.